# Оскар Гарсія Хунієнт
Оскар Гарсія Хунієнт (ісп. Óscar García Junyent, нар. 26 квітня 1973, Сабадель) — іспанський футболіст, що грав на позиції півзахисника, нападника. По завершенні ігрової кар'єри — футбольний тренер.
Виступав, зокрема, за «Барселону», з якою виграв низку трофеїв, а також олімпійську збірну Іспанії.

## Клубна кар'єра
Народився 26 квітня 1973 року в місті Сабадель. Вихованець футбольної школи клубу «Барселона».
З 1991 року став виступати у «Барселоні Б» в Сегунді, в якій провів три сезони, взявши участь у 82 матчах чемпіонату.
9 травня 1993 року дебютував за основну команду «Барселони» в матчі Ла Ліги проти «Кадіса» (4:0). Відіграв за каталонський клуб наступні шість сезонів своєї ігрової кар'єри. За цей час чотири рази виборював титул чемпіона Іспанії, двічі ставав володарем Кубка та Суперкубка Іспанії, а також по разу володарем Кубка Кубків УЄФА та Суперкубка УЄФА. Крім того, у 1994—1995 роках на правах оренди грав за «Альбасете».
У 1999 році став гравцем «Валенсії», де провів один рік і став володарем Суперкубка Іспанії, здолавши свою попередню команду (1:0, 3:3).
У 2000—2004 роках виступав за «Еспаньйол».
Завершив професійну ігрову кар'єру у клубі «Льєйда», за команду якого виступав протягом 2004—2005 років.

## Виступи за збірні
1989 року дебютував у складі юнацької збірної Іспанії, взяв участь у 6 іграх на юнацькому рівні, відзначившись 2 забитими голами.
Протягом 1991–1996 років залучався до складу молодіжної збірної Іспанії, разом з якою брав участь у молодіжному чемпіонаті світу 1991 року (вихід до чвертьфіналу), а також в молодіжних чемпіонатах Європи 1994 (третє місце) і 1996 (друге місце) років. Всього на молодіжному рівні зіграв у 27 офіційних матчах, забив 12 голів.
1996 року захищав кольори олімпійської збірної Іспанії на літніх Олімпійських іграх 1996 в Атланті, дійшовши з командою до чвертьфіналу. Всього провів 4 матчі і забив 2 голи.

## Кар'єра тренера
Розпочав тренерську кар'єру, повернувшись до футболу після невеликої перерви, 2009 року, увійшовши до тренерського штабу Йогана Кройфа у збірній Каталонії.
У 2010—2012 роках очолював молодіжну команду «Барселони».
22 травня 2012 року вперше став головним тренером, очоливши ізраїльське «Маккабі» (Тель-Авів). В першому ж сезоні іспанець привів клуб до чемпіонства після десятирічної перерви, після чого подав у відставку зі свого поста, посилаючись на особисті причини.

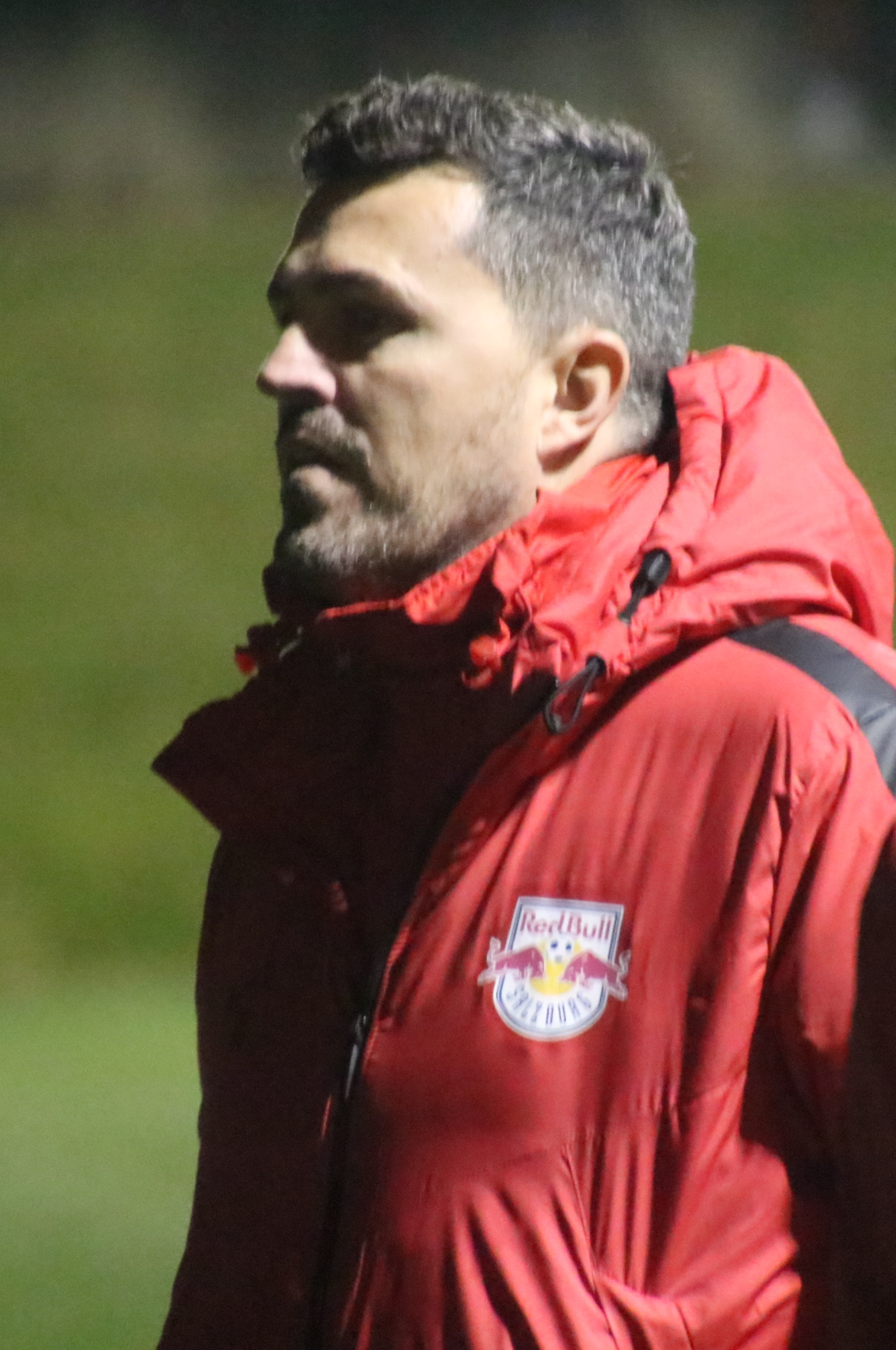
Оскар Гарсія під час роботи з «Ред Буллом». 2016 рік.

26 червня 2013 року Оскар був представлений як новий головний тренер англійського клубу «Брайтон енд Гоув» з Чемпіоншіпа . Його команда вийшла в плей-оф за право виступати в Прем'єр-лізі, проте в півфіналі зазнала поразки від «Дербі Каунті», після чого іспанський фахівець був звільнений.
2 червня 2014 року Гарсія повернувся в «Маккабі» (Тель-Авів), підписавши контракт на два роки, але залишив клуб вже 26 серпня того ж року через політичну напруженість.
2 вересня 2014 року Оскар був призначений менеджером «Вотфорда». 15 вересня 2014 року Гарсія був госпіталізований з болями в грудях, через що був змушений пропустити наступний матч «Вотфорда» з «Блекпулом». В підсумку Гарсія 29 вересня пішов у відставку через проблеми зі здоров'ям.
28 грудня 2015 року очолив клуб австрійської Бундесліги «Ред Булл». Двічі поспіль, у 2016 і 2017 роках, приводив команду до «золотого дубля» — перемог у національному чемпіонаті і національному кубку.
Влітку 2017 року прийняв пропозицію очолити команду французького «Сент-Етьєна», в якому, утім, пропрацював лише до листопада того ж року, після чого залишив клуб «за згодою сторін» після низки незадовільних результатів, останнім з яких стала домашня поразка 0:5 від «Ліона».
5 січня 2018 року був представлений новим головним тренером грецького «Олімпіакоса». Проте пропрацював лише до 3 квітня того ж року, коли контракт було розірвано за обопільною згодою після того, як команда вибула з боротьби за Кубок Греції і не змогла здолати скромний «Левадіакос» у чемпіонаті.
9 листопада 2019 року Оскар вперше очолив клуб вищого іспанського дивізіону, ним стала «Сельта Віго», яка на момент приходу Оскара Гарсії перебувала в зоні вильоту на третьому місці з кінця.

## Титули і досягнення

### Як гравця
- Чемпіон Іспанії (4):

«Барселона»: 1992-93, 1993-94, 1997-98, 1998-99
- Володар Кубка Іспанії (2):

«Барселона»: 1996-97, 1997-98
- Володар Суперкубка Іспанії (4):

«Барселона»: 1992, 1994, 1996
«Валенсія»: 1999
- Володар Суперкубка УЄФА (2):

«Барселона»: 1992, 1997
- Володар Кубка Кубків УЄФА (1):

«Барселона»: 1996-97

### Як тренера
- Чемпіон Ізраїлю (1):

«Маккабі» (Тель-Авів): 2012-13
- Чемпіон Австрії (2):

«Ред Булл»: 2015-16, 2016-17
- Володар Кубка Австрії (2):

«Ред Булл»: 2015-16, 2016-17

## Особисте життя
Брати Оскара, Рожер і Хеніс, також були професіональними футболістами і пройшли академію «Барселони». 17 червня 1997 року під час фіналу Кубка Каталонії усі троє братів вийшли у складі «Барселони» в грі проти «Європи», але поступились супернику 1:3.